# Cottonwood Heights
Cottonwood Heights ist eine Stadt im Salt Lake County des US-Bundesstaates Utah. Die Stadt ist Teil des Großraums Salt Lake City. Sie wurde 2005 nach einer Bürgerabstimmung als eigenständige Gemeinde gegründet und war davor ein Census-designated place. Das U.S. Census Bureau hat bei der Volkszählung 2020 eine Einwohnerzahl von 33.617 ermittelt.

## Geografie
Wie der Name der Stadt vermuten lässt, wird ihre Geografie von einem hohen Bergrücken dominiert, der die Täler des Big und Little Cottonwood Creeks trennt. Am östlichen Rand der Stadt verengen sich diese Täler zum Big bzw. Little Cottonwood Canyon innerhalb der Wasatch Mountains; dies spiegelt sich im offiziellen Spitznamen der Stadt wider: Stadt zwischen den Schluchten. Der Bergrücken ist mit Vorstadtsiedlungen bedeckt, aber die meiste kommerzielle Entwicklung wurde auf die tiefer gelegenen Gebiete nördlich des Bergrückens beschränkt.
Die State Route 190 und die State Route 210 verlaufen in der Nähe des östlichen Stadtrandes und bieten Zugang zu den Canyons; sie sind die einzigen Staatsstraßen, die in die Stadt führen. Die Interstate 215 verläuft entlang der Nordgrenze der Stadt und die State Route 152 berührt die Stadt an einem Punkt. Die Stadt baut einen Mehrzweckweg entlang der gesamten Länge des Big Cottonwood Creek innerhalb ihrer Grenzen.

## Demografie
Nach der Volkszählung von 2010 leben in Cottonwood Heights 33.433 Menschen. Die Bevölkerung teilt sich auf in 91,3 % Weiße, 0,9 % Afroamerikaner, 0,4 % indianischer Abstammung, 3,2 % Asiaten, 0,3 % Ozeanier, 1,4 % Sonstige und 2,5 % mit zwei oder mehr Ethnizitäten. Hispanics machten 5,1 % der Bevölkerung von Cottonwood Heights aus. Das mittlere Haushaltseinkommen lag 2019 bei 100.130 US-Dollar und die Armutsquote bei 4,7 %.
| Jahr | Einwohner¹ |
| ---- | ---------- |
| 1980 | 22.665     |
| 1990 | 28.766     |
| 2000 | 27.569     |
| 2010 | 33.433     |
| 2020 | 33.617     |

¹ 1980 – 2020: Volkszählungsergebnisse